# Konrad Gburkowski
Konrad Gburkowski (ur. 21 września 1869 w Pacołtowie koło Nowego Miasta Lubawskiego, zm. 17 kwietnia 1927 w Poznaniu) – polski duchowny katolicki, filomata pomorski.

## Życiorys
Urodzony w rodzinie rolniczej, był synem Franciszka i Justyny z Żuralskich. W latach 1882–1891 był uczniem progimnazjum w Nowym Mieście Lubawskim; działał w tym okresie w tajnej organizacji filomackiej Towarzystwo Marcinkowskiego, pełniąc w nim funkcję przewodniczącego. Naukę kontynuował w gimnazjum w Chełmnie i po maturze (1894) wstąpił do Seminarium Duchownego w Pelplinie. Święcenia kapłańskie przyjął 1 kwietnia 1899.
Posługę duszpasterską w charakterze wikariusza pełnił kolejno w Pucku, Łążynie, Drzycimiu, Bzowie, Jeżewie, Koronowie, Pinczynie, Rumianie, Miłobądzu. W kwietniu 1909 mianowany został proboszczem w Walichnowach Wielkich. Uczestniczył tamże w polskim ruchu narodowym, w 1912 wszedł w skład Komitetu Wyborczego, w latach 1918–1920 zasiadał w Powiatowej Radzie Ludowej w Gniewie. Aktywny był w czasie plebiscytu na Powiślu w 1920. W latach 1899–1919 był członkiem Towarzystwa Naukowego w Toruniu.
Zmarł nagle 17 kwietnia 1927 w Poznaniu, gdzie przebywał na kuracji; pochowany został w Walichnowach Wielkich.